# Râul Borcutul, Neagra Șarului
Râul Borcutul este un afluent al râului Neagra Șarului. 